# Bromhydrochinon
Bromhydrochinon ist eine chemische Verbindung, die zur Stoffgruppe der Phenole gehört. Es wurde in Lebewesen als Metabolit von Brombenzol und 2-Bromphenol nachgewiesen.

## Darstellung
Bromhydrochinon kann durch einfache Bromierung von Hydrochinon mit Kaliumbromid und Brom dargestellt werden.
Auch die Synthese mittels Elbs-Oxidation aus 2-Bromphenol ist möglich.

## Nachweis
Die Methylierung mit Dimethylsulfat ergibt 2-Brom-1,4-dimethoxybenzen (CAS-Nummer: 25245-34-5), das bei 262–263 °C siedet. Vollständige Bromierung mit Kaliumbromid und Brom ergibt das 2,5-Dibromhydrochinon, dessen Schmelzpunkt bei 186 °C liegt.
Das Bromhydrochinondiacetat schmilzt bei 71–73 °C.